# Fritsla Mekaniska Wäfveri
L. J. Wingqvist Fritsla Mekaniska Wäfveri & Spinnerier var ett väveri och senare spinneri, beläget i Fritsla i södra Västergötland.

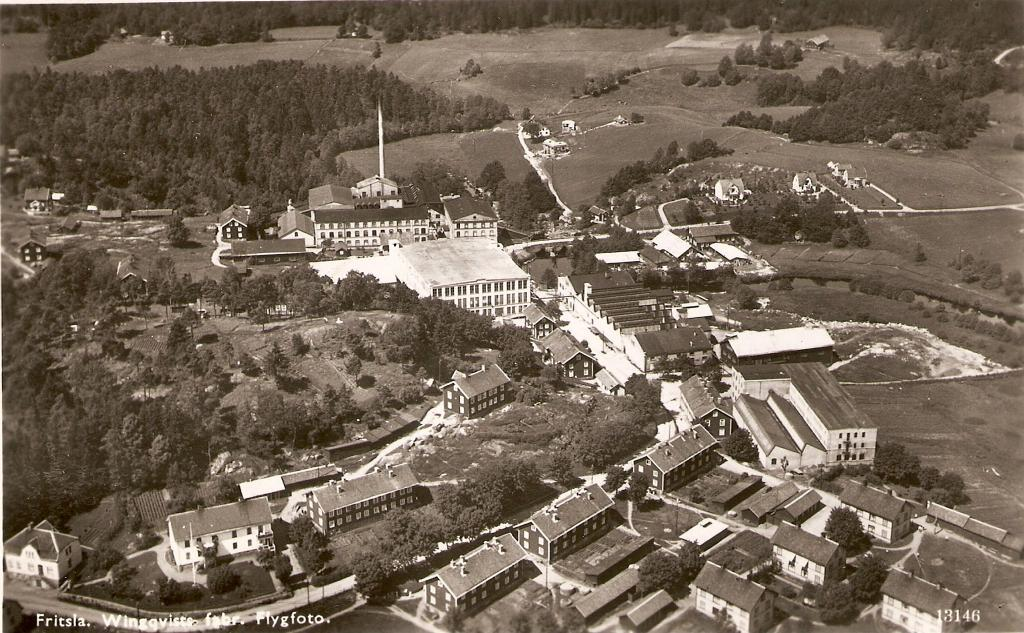
Fritsla Mekaniska Wäfväri (Firma Wingqvist) med tillhörande arbetarbostäder i förgrunden.

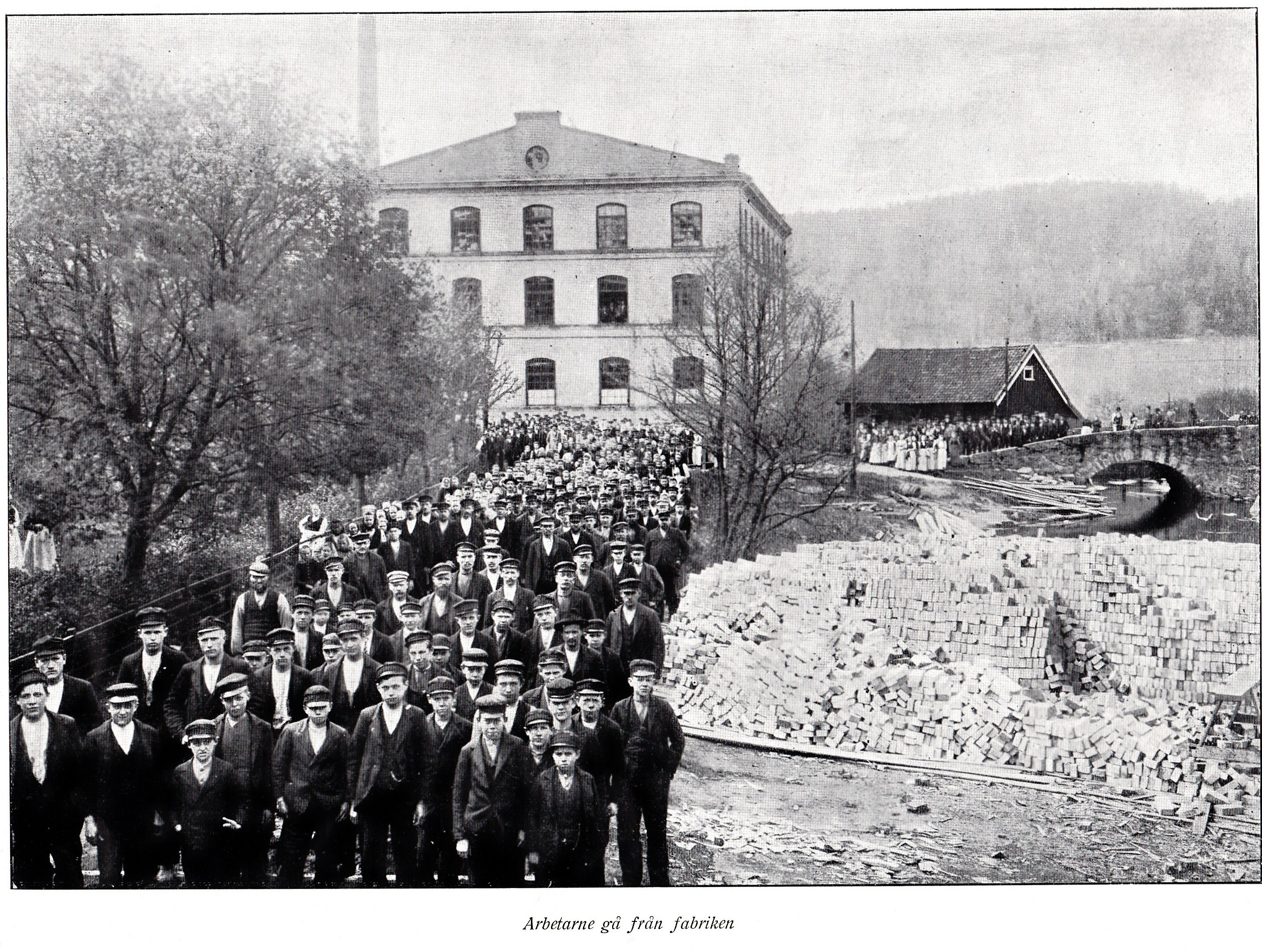
En del av arbetarna i slutet av 1800-talet.

## Historia
1874 grundade vävnadsförläggaren Lars Johan Wingqvist ett väveri vid Hjälltorpsfallet i Fritsla, där man kunde utnyttja vattenkraften till driften. De 150 mekaniska vävstolarna som importerats från England var vid seklets slut 700 till antalet, och redan 1885 var fabriken den största i länet. Med tiden kom fabriken att bestå av väveri, färgeri, spinneri, verkstad, badhus, ett 40-tal bostäder osv. Man kunde alltså genomföra hela produktionen från råvara till färdiga tyger utan mellanhänder. När fabriken var som störst hade man ca. 1000 anställda, och var den största i sitt slag i landet. Lars kusinbarn Sven Wingquist utbildade sig till textilingenjör, och arbetade något år på fabriken. Han kom senare att uppfinna det sväriska kullagret.
När praktiskt taget hela LJW:s väveri och beredningsavdelning förstördes av brand 1958 var en epok i Fritsla slut, och samhället drabbades av stora företagsnedläggningar. De 1000 arbetsplatser som skapats på 30 år i slutet av 1800-talet, försvann på lika många år 1950-1980. Många av de bostäder som uppfördes till arbetarna har med tiden rivits, även om en del finns kvar. Delar av fabriken står kvar än idag, och olika företag huserar numer i de gamla lokalerna.
Även om textilinriktningen är nedlagd, lever företaget fortfarande kvar i liten skala, och vattenfallet ger faktiskt än i dag kraft åt företagets generatorer. Dessa levererar elektricitet till Sveriges minsta kommersiella elnät.

## Galleri

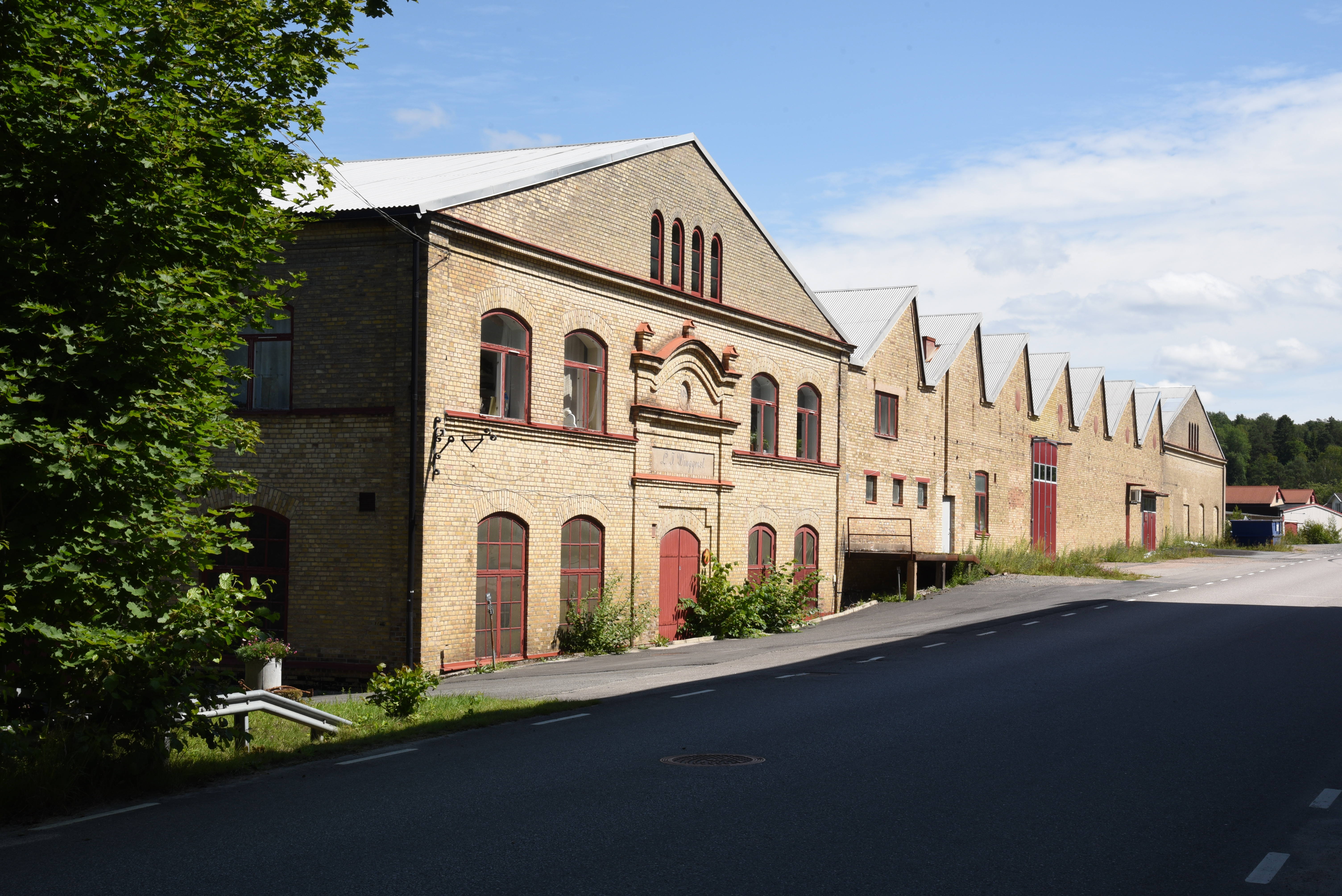
Fabriksbyggnad.
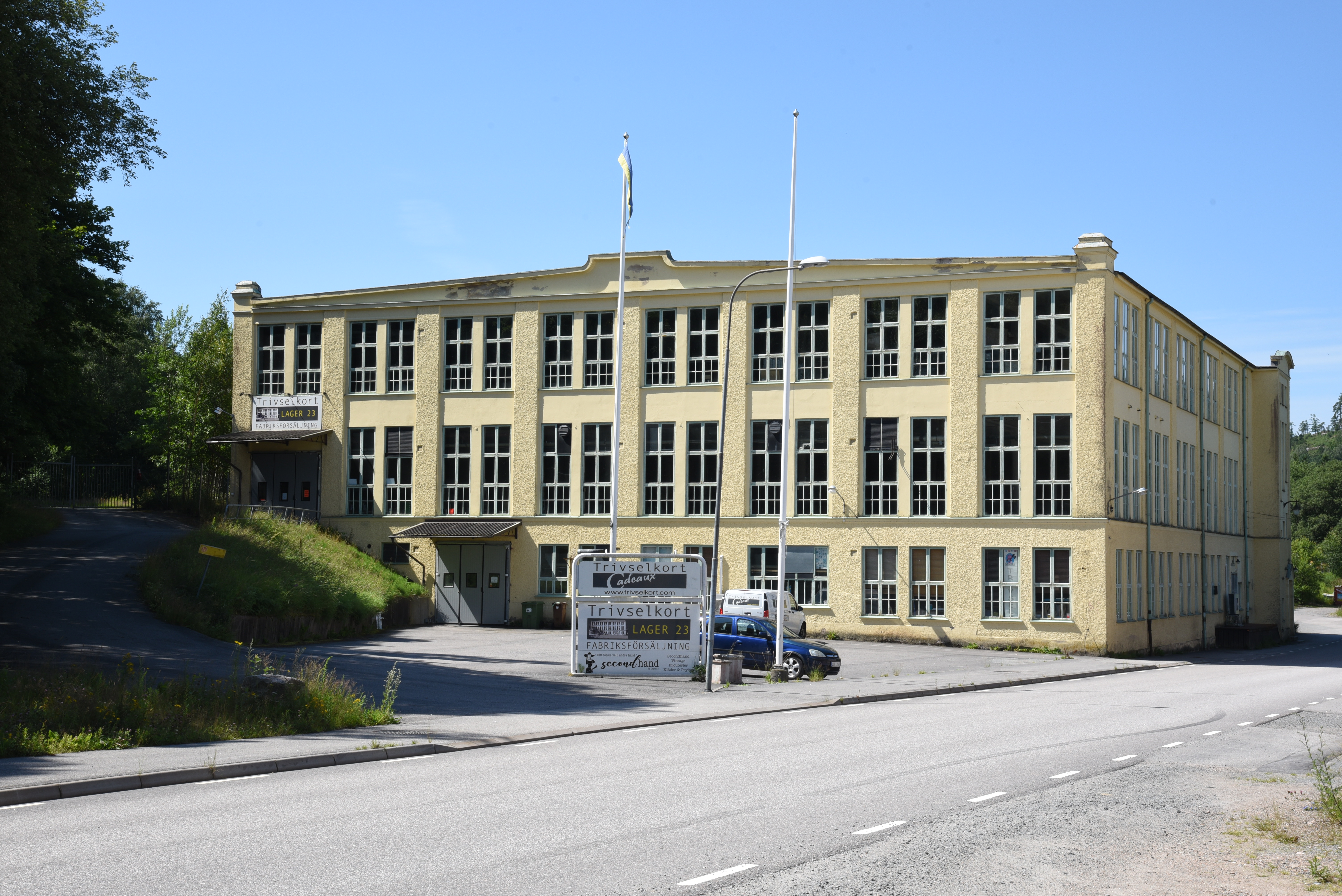
Fabriksbyggnad.
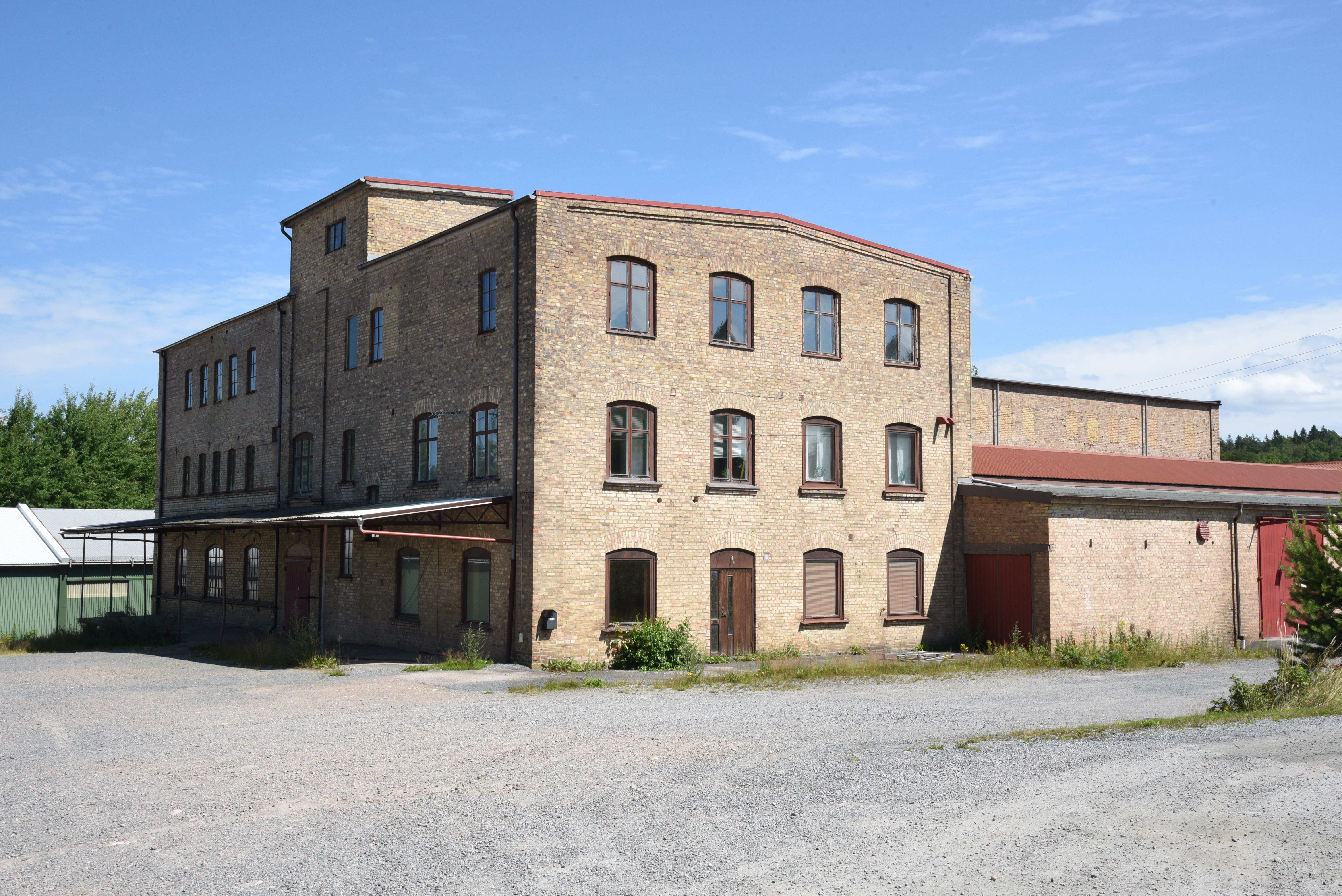
Fabriksbyggnad.
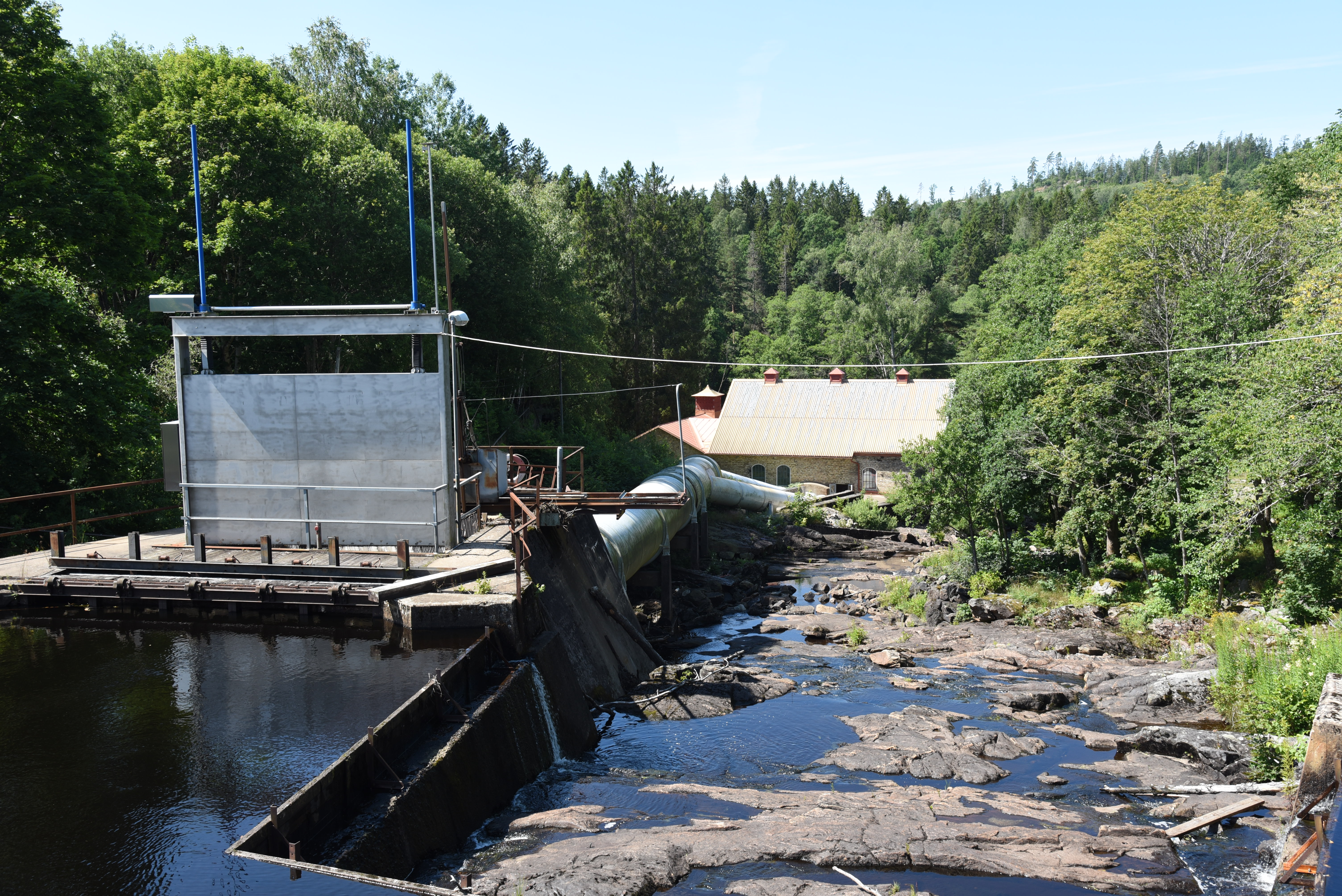
Kraftstationen och fallet.